# Turó de ses Abelles
El Turó de ses Abelles (també Turó de ses Beies i Turó de les Abelles) és un jaciment del període talaiòtic final (200-123 aC) situat dins el Parc Arqueològic de Puig de la Morisca, a Santa Ponça (Calvià, Mallorca). Es tracta d'un jaciment dels més peculiars de l'illa per la seva localització costanera i el seu caràcter comercial i de distribució de les importacions púniques entre la població indígena, un cas poc corrent en aquesta època. Està situat de ple dins el camp de golf de Santa Ponça, sobre un turó de poca altura amb sediments molt erosionats que fins al segle xviii estava envoltat d'una zona d'aiguamoll i en l'actualitat encara s'observen petites zones humides.

## Situació
El Turó de les Abelles està situat a la localitat turística i residencial de Santa Ponça, dins el terme de Calvià, i era una antiga gran possessió costanera que s'urbanitzà a partir de la dècada de 1960 i s'especialitzà en el turisme de sol i platja. Es tracta d'una badia favorable pel desembarcament i, per tant, hi ha una gran presència d'elements defensius, històrics i moderns, per protegir la zona: el jaciment del Puig de la Morisca, a escassos metres al sud (i que dona nom al parc arqueològic homònim), i la possessió fortificada de les Rotes Velles i el Castellot de Santa Ponça a l'altra banda de la badia. Per totes dues bandes la costa presenta penya-segats i és escarpada. En concret, el Turó de les Abelles es troba a quasi un kilòmetre de la mar, a un pujol baix de perfil escarpat i amb una superfície plana, a pocs metres d'un pinar i devora una voltadora.
Tot l'entorn és molt ric en jaciments i restes arqueològiques, molt relacionats entre ells. El Puig de la Morisca és un poblat extens amb una construcció circular i una cova, on es trobaren restes de ceràmica feta a mà i al torn de cronologia àmplia, que va de la ceràmica romana a la islàmica. Son Miralles guarda un talaiot circular amb un portal adovellat. A uns pocs metres hi trobam, Son Fornets on hi ha construccions poc definides i una habitació de planta absidal. A més, entorn del Turó de les Abelles hom ha trobat dues edificacions de planta absidal, restes d'argila de difícil identificació, restes d'àmfores púniques dins una edificació de planta quadrada i un mur ciclopi de dimensions considerables. Santa Ponça, doncs, fou una comarca molt poblada en temps prehistòrics i protohistòrics. Les comunitats s'establien en els pujols que dominaven la cala i l'albufera, avui ja dessecada, la qual els proveïa de caça i pesca al mateix temps que era un refugi excel·lent per la navegació, així com un punt idoni per tal que els pobles colonitzadors comerciassin amb els indígenes. Tot això són causes més que suficients perquè, en una estratègica muntanyola, s'hi fundàs un establiment comercial o industrial en el qual conviurien indígenes i estrangers.

## Descripció tècnica
El jaciment consta de 17 edificacions que es concentren al cim del turó. L'erosió de la zona ha afectat de forma considerada i ha estat la causa de la desaparició d'una part de les seves edificacions. Les dimensions màximes del jaciment 6,6m de llarg i 5m d'amplada, tot i que a la major part d'edificacions les dimensions no passen de 4x2,7m; per altra banda, cal indicar que l'altura màxima és de 0,9m i el gruix d'1,3m. La seva base és absidial o quadrada amb la part de la façana lleugerament arrodonida, i a més la construcció és feta amb la tècnica ciclòpia ple de terra i pedres organitzades entorn d'un pati o zona central de 70 m² que és pròpia dels assentaments indígenes amb murs de doble parament omplerts de restes de la construcció. Les pedres que constitueixen les estructures són principalment de mida petita i mitjana, i a aquest cas, són de dimensions més reduïdes respecte a altres estructures talaiòtiques existents; la dimensió mitjana dels blocs de pedra que constitueixen les edificacions són de 0,7x0,44x0,27m.

### Característiques
Dins les construccions s'hi poden trobar diferents accessos, al més sovint orientat al pati central. Aquests edificis tenien les cobertes de troncs i canyes impermeabilitzades amb argila. A l'exterior d'aquestes edificacions es construïren porxos o zones cobertes però no completament tancades. Per altra banda, cal esmentar que en el seu entorn biogeogràfic hi ha generalment pins, ciprers i romaní i el seu recurs hídric més pròxim és el torrent de Santa Ponça, situat a 300m. La incidència eòlica i solar és important en totes vessants, sobretot pel nord i l'est. En fi, destaca la seva visibilitat amb altres jaciments, car resulta visible de la zona més plana de Santa Ponça i es troba visualment relacionat amb una sèrie de jaciments com els de les Rotes Velles, el Puig de Saragossa, el Puig de la Morisca, Santa Ponça 5, Santa Ponça 20 i la Celleta.

## Activitats i formes de vida
En el jaciment s'hi documentaren diverses acumulacions d'argila, peses de teler, molins cònics de rotació, així com un forn confeccionat amb morter de calç. També s'hi va trobar gran quantitat de ceràmica indígena. Gràcies als descobriments en les excavacions hom pot classificar dues tipologies en funció de l'activitat comercial que es duia a terme:
- Activitats d'emmagatzematge, comercialització i distribució:

Els productes trobats superen en quantitat les necessitats de consum que tenien els ocupants del poblat, fet del qual hom conclou que el jaciment va ser un centre important de comerç: no només era un punt d'intercanvi de productes, ans també tenia la funció d'intermediaris. Moltes de les àmfores i envasos industrials romanien a la factoria i es reutilitzaven per guardar-hi altres mercaderies. Això suggereix que bona part d'aquest intercanvi es realitzava a la mateixa factoria, la qual serviria també com a punt de distribució de la mercaderia obtenguda en l'intercanvi comercial (principalment amb els púnics, raonablement i a jutjar per les troballes) cap a la resta de poblats de Mallorca.
- Activitats de transformació artesana o manufactura:

Entre les diferents activitats de transformació documentades a la factoria del Turó de les Abelles destaquen les que fan referència a la batuda de gra amb molins autòctons i de rotació importats. El gra s'emmagatzemava dins àmfores que, buides del seu contingut original, servien com a contenidors. La documentació de nombroses peces de teler trobades a una de les dependències reflecteixen l'existència d'activitats manufacturades relacionades amb la fabricació de teixits. La presència a altres habitacions d'una gran pila d'arena amb un canal al fons fan pensar també en l'existència d'activitats complementàries a la confecció de teixits com són la de rentar i tenyir la llana. Totes aquestes activitats encaixen perfectament en una societat on la ramaderia té un pes important dins del seu esquema econòmic.
A la factoria del Turó de les Abelles també es realitzaren activitats metal·lúrgiques que requerien un nivell tecnològic baix, com ara la recuperació de plom i la seva posterior fosa per a aconseguir filaments que servien entre altres coses per reparar les vaixelles rompudes. També s'han trobat detalls que recorden l'existència de nòduls de mineral de ferro, que es localitzen de manera natural en els terrenys pròxims al jaciment. Aquests nòduls de ferro es devien intercanviar amb els mercaders púnics per altres productes.